# Acanthochitona mastalleri
Acanthochitona mastalleri is een keverslakkensoort uit de familie van de Acanthochitonidae. De wetenschappelijke naam van de soort is voor het eerst geldig gepubliceerd in 1989 door Strack.